# Pas de bol !
 (janvier 2024).
Si vous disposez d'ouvrages ou d'articles de référence ou si vous connaissez des sites web de qualité traitant du thème abordé ici, merci de compléter l'article en donnant les références utiles à sa vérifiabilité et en les liant à la section « Notes et références ».
Pas de bol ! est le huitième tome de la série Journal d'un dégonflé. Il a été écrit et illustré par Jeff Kinney. Le livre original, en langue anglaise, est sorti le 6 novembre 2013. La traduction en français est publiée le 8 janvier 2015.

## Mars
Greg explique que depuis que Robert et Abigail sont en couple, il doit la plupart du temps rester seul, ce qui lui déplaît. Susan tente de lui donner des conseils en popularité, qui ne marchent pas vraiment. Au collège, un dispositif d'amitié est mis en place mais il ne semble pas non plus passionner Greg. Celui-ci essaie donc de se faire un nouvel ami en la personne de Freddy, ce qui ne se passera pas réellement comme il le prévoyait. Les fêtes de Pâques et le Spring Break approchent et Greg parle de toutes les sœurs de sa mère, lesquelles ont des personnalités diamétralement opposées. De plus, la fête aura lieu chez la grand-mère de Greg, ce qu'il n'approuve pas.

## Avril
Greg retrouve une boule magique que Rodrick a perdu. Il en devient dépendant mais finit par la casser. Alors qu'il doit travailler pour un projet scientifique important, il lui faut également composer avec son nouveau poste, photographe pour le journal du collège. Greg finit par apprendre que Robert a été plaqué par Abigail, laquelle s'est remise avec son ex. Il se réconcilie alors avec lui.